# Ichijō Uchimoto
Ichijō Uchimoto (一条内基, [[[1548]] - 1611] Erro: {{japonês}}: texto da transliteração contém caractere não latino (pos 19) (ajuda)), foi um nobre do Período Muromachi da História do Japão. Foi o décimo-segundo líder do Ramo Ichijō do Clã Fujiwara.

## Vida
Uchimoto foi o segundo filho de Fusamichi que após a morte de seu pai foi adotado por seu irmão mais velho Kanefuyu.

## Carreira
Uchimoto serviu os seguintes imperadores: Ogimachi (1558-1586), Go-Yozei  (1586-1611).
Uchimoto  entrou para a corte em 1558. No ano seguinte passa a integrar o Konoefu (Quartel da Guarda do Palácio). Em agosto de 1561 foi nomeado Chūnagon. Em 1565 foi promovido a Dainagon e em 1575 nomeado Naidaijin.
Uchimoto foi nomeado Udaijin em 1576 e um ano depois foi promovido a Sadaijin em 1577. Enquanto Sadaijin participou em 1579 da solenidade de inauguração do novo Palácio Nijō do príncipe herdeiro (futuro Imperador Go-Yozei).
Também serviu como Kanpaku do Imperador Ogimachi entre 1581 e 1585, foi nesta época (21 de Junho de 1582) que ocorreu o Incidente de Honnō-ji, no qual Oda Nobunaga foi obrigado a cometer seppuku sob pressão do general Akechi Mitsuhide.
Adotou Ichijō Akiyoshi (filho do Imperador Go-Yozei) como seu herdeiro.
Uchimoto feio a falecer em agosto de 1611 aos 63 anos de idade.
| Precedido por Ichijō Kanefuyu | -- 12º Líder dos Ichijō Fujiwara 1554-1611 | Sucedido por Ichijō Akiyoshi |
| Precedido por Kujō Kanetaka   | Kanpaku 1581-1585                          | Sucedido por Nijō Akizane    |
| Precedido por Kujō Kanetaka   | 132º Sadaijin 1577-1584                    | Sucedido por Nijō Akizane    |
| Precedido por Kujō Kanetaka   | 192º Udaijin 1576-1577                     | Sucedido por Oda Nobunaga    |